# Süd-Tiroler Freiheit
Die Süd-Tiroler Freiheit – Freies Bündnis für Tirol ist eine Partei aus der Autonomen Provinz Bozen – Südtirol. Sie setzt sich für die Loslösung Südtirols von Italien durch eine Volksabstimmung ein.

## Parteiprogramm
Die Partei verwendet die Schreibweise Süd-Tirol (mit Bindestrich), um auf den ihren Zielen entsprechend temporären Charakter der Trennung Tirols (vgl. Geschichte Südtirols) in die Landesteile Nord-, Süd- und Osttirol zu verweisen und wird daher auch als „Bindestrich-Tirol“ bezeichnet. Laut den Programmgrundsätzen betreibt sie eine „liberal-patriotische“ Politik und setzt sich für den Schutz der deutschsprachigen und ladinischen Bevölkerung in Südtirol ein. Das Einfordern des Selbstbestimmungsrechts für die Südtiroler Bevölkerung spielt eine hervorgehobene Rolle, wobei als Ziel entweder die Wiedervereinigung mit dem „Vaterland Österreich“ oder die staatliche Unabhängigkeit angestrebt werden. Um dieses Recht auszuüben, wird eine Volksabstimmung gefordert, mittels derer sich die Südtiroler Bevölkerung zu entscheiden habe, wie die Zukunft ihres Landes aussehen soll. Diese Volksabstimmung soll entsprechend den vom italienischen Politiker Francesco Cossiga im Parlament in Rom eingebrachten Gesetzentwürfen über ein Referendum in Südtirol erfolgen. Weitere wichtige Programmpunkte sind das Recht auf die eigene Muttersprache, der Kampf gegen die Verbindlichkeit der zur Zeit des Faschismus durch Ettore Tolomei italianisierten Südtiroler Ortsnamen sowie die Entfernung von Denkmälern, die faschistisches oder italienisch-nationalistisches Gedankengut verkörpern, wie etwa das Bozner Siegesdenkmal, das Fries  an der Casa Littoria oder die Beinhäuser.

## Geschichte

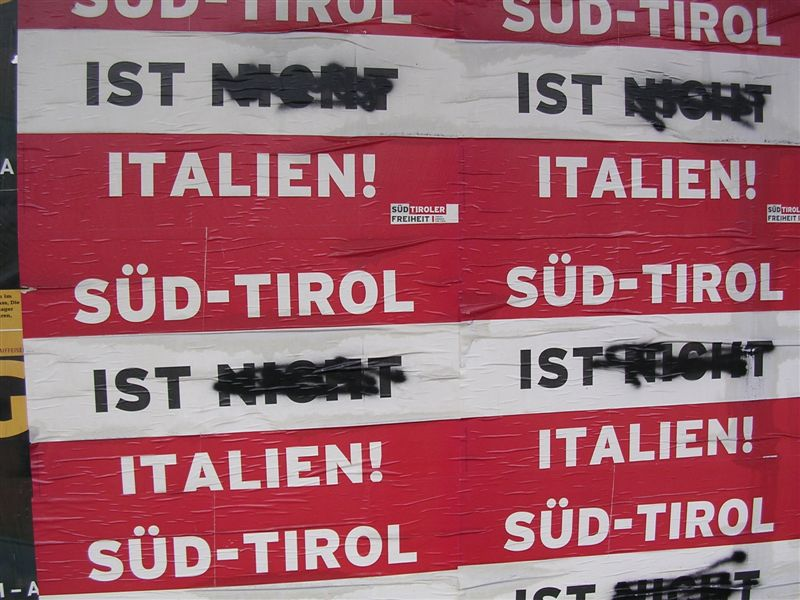
Plakataktion „Süd-Tirol ist nicht Italien“

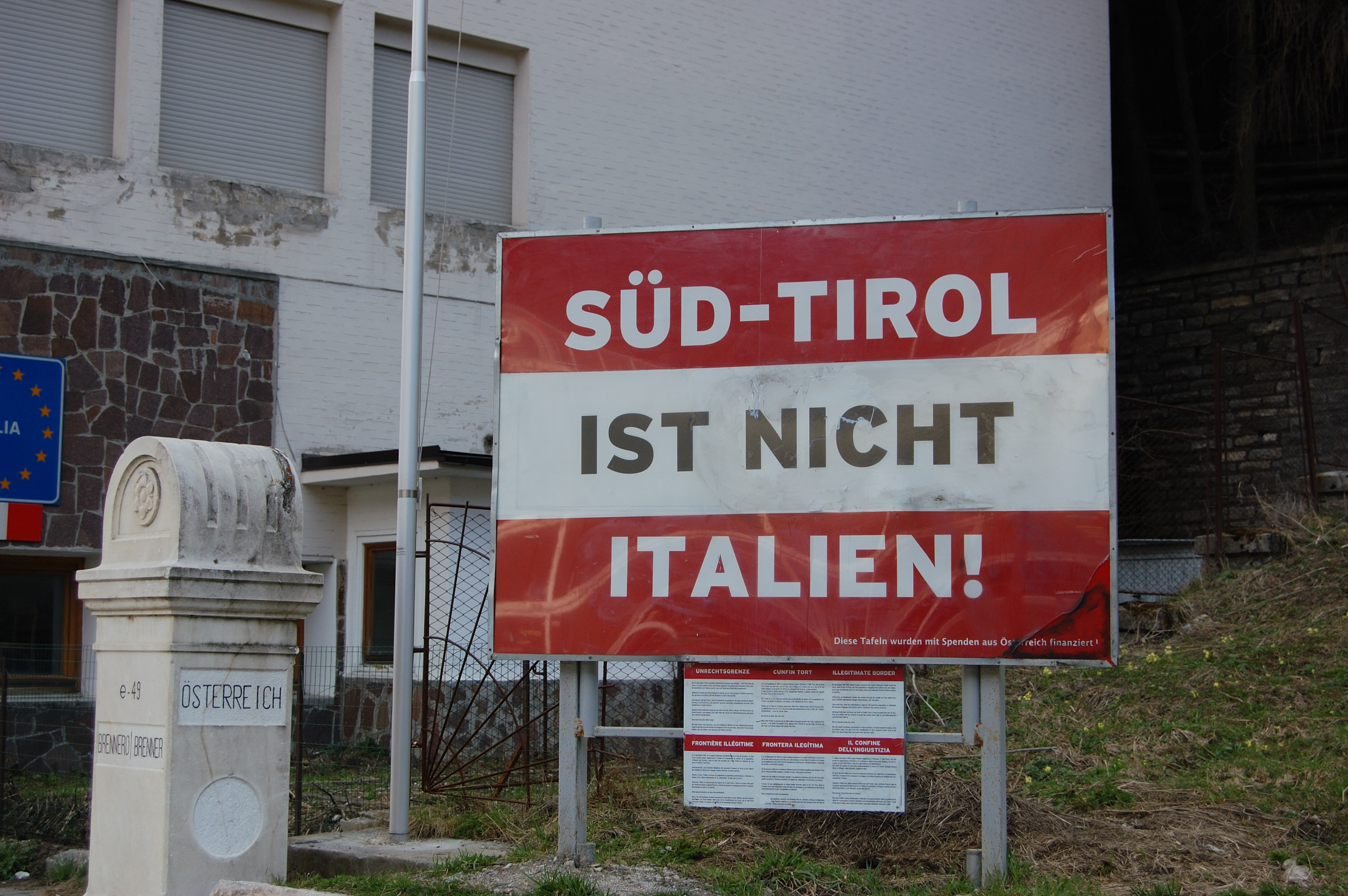
Die wieder entfernte Tafel am Brenner im April 2009 „Süd-Tirol ist nicht Italien“

Die Partei entstand im Mai 2007 als eine Abspaltung von der Union für Südtirol (UfS). Sie wurde am 31. Mai 2007 notariell in Brixen gegründet. Gründungsmitglieder waren Herbert Campidell, Eva Klotz, Sven Knoll, Reinhold Ladurner, Roland Lang, Sepp Mitterhofer, Werner Thaler und Dietmar Zwerger. Viele der Parteimitglieder, so etwa Hartmuth Staffler, sind zugleich im Südtiroler Heimatbund tätig, so dass sich beide Gruppierungen organisatorisch und in ihren Zielsetzungen weitgehend überschneiden.
Die Süd-Tiroler Freiheit sorgte im Sommer 2007 für Schlagzeilen, als sie eine provokante Plakataktion startete. Auf den Plakaten, die die österreichische Flagge als Hintergrund hatten, war die Aufschrift „Süd-Tirol ist nicht Italien“ zu lesen. Weiters stellte die Süd-Tiroler Freiheit an der Brennergrenze auf österreichischer Seite ein Hinweisschild mit demselben Wortlaut auf. Wie die Plakataktion rief auch dieses Hinweisschild Unmut bei vielen italienisch- wie auch deutschsprachigen Südtirolern hervor. Die umstrittene und mehrfach entfernte Tafel „Süd-Tirol ist nicht Italien“ am Brenner wurde im Juni 2008 erneut aufgestellt, musste jedoch auf Beschluss der Bezirkshauptmannschaft Innsbruck entfernt werden, da es sich um „verbotene Werbung“ handele. 2018 forderte die Süd-Tiroler Freiheit auf Plakaten den Vorrang für „deutsche Kinder in deutschen Kindergärten“, was ihr den Vorwurf der Apartheid eintrug.
Seit April 2009 ist die Süd-Tiroler Freiheit Vollmitglied der Europäischen Freien Allianz (EFA), der Europapartei der Regionalparteien. Gudrun Kofler von der Jungen Süd-Tiroler Freiheit wurde zur Vizepräsidentin der EFA-Jugendorganisation gewählt.
Von September bis November 2013 führte die Partei eine Abstimmung durch, in der jeder wahlberechtigte Südtiroler entscheiden konnte, ob er für das Abhalten eines Referendums zur Zukunft Südtirols sei. Die Wahlberechtigten konnten auf einer eigens eingerichteten Wahl-Seite unter www.selbstbestimmung.com abstimmen. Zudem verschickte die Fraktion Wahlkarten, die unentgeltlich per Post zurückgeschickt bzw. bei einer der diversen Selbstbestimmungs-Veranstaltungen in eine Wahlurne geworfen werden konnten. Am 12. Januar 2014 gab die Partei bekannt, dass die Abstimmungsbeteiligung bei 15 Prozent gelegen sei und 92,17 Prozent der Befragten für die Selbstbestimmung gestimmt hätten.
Eine anlässlich der Landtagswahlen 2023 gestartete Plakataktion unter dem Titel Kriminelle Ausländer abschieben sorgte wegen ihrer offen rassistischen und xenophoben Inhalte (das Plakat zeigt einen Bildausschnitt, „auf dem ein schwarzer Mann zu sehen ist, der ein Messer in der Hand hält, während im Hintergrund eine offensichtlich verängstigte weiße Frau in einer Ecke kauert“) für Empörung.

## Organisation
Entsprechend dem Selbstverständnis als Bewegung hat die Süd-Tiroler Freiheit keinen Parteiobmann bzw. keine Parteiobfrau. Das Leitungsgremium heißt Landesleitung und besteht aus einem fünfköpfigen Team.
Die Jugendorganisation der Bewegung nennt sich Junge Süd-Tiroler Freiheit, der Landesjugendsprecher ist derzeit Peter Gruber aus Lana. Die Süd-Tiroler Freiheit zählt rund 1700 Mitglieder, welche nicht älter als 30 Jahre sind, weshalb die Süd-Tiroler Freiheit die Jugendbewegung besonders zu fördern versucht. Die Landesjugendgruppe beschloss 2015 die Neuausrichtung der Jungen Süd-Tiroler Freiheit, um deren Aktivitäten zu steigern.
Seither wird die Junge Süd-Tiroler Freiheit von einer sechsköpfigen Landesjugendleitung geleitet und von einer Landesjugendgruppe unterstützt.
Auf Bezirksebene gliedert sich die Bewegung in sieben bzw. acht Bezirksgruppen. Auch in zahlreichen Gemeinden – so etwa in Meran – wurden Ortsgruppen gegründet.

## Wahlen

### Landtagswahl 2008
Bei der Landtagswahl am 26. Oktober 2008 trat die Süd-Tiroler Freiheit erstmals selbständig mit 30 Kandidaten unter dem Motto „Für ein Süd-Tirol ohne Italien“ an und erhielt 4,9 Prozent der Stimmen und errang damit zwei statt bisher einen Sitz im Landtag.
Landtagsabgeordnete: Sven Knoll und Eva Klotz

### Gemeindewahl 2010
Die Süd-Tiroler Freiheit konnte bei der Kommunalwahl am 16. Mai 2010 die Anzahl ihrer gewählten Gemeinderäte steigern und errang in 24 Gemeinden insgesamt 34 Gemeinderats-Mandate. Das beste Ergebnis mit sechs Mandaten wurde in der Gemeinde Ahrntal erreicht.

### Landtagswahl 2013
Bei der Landtagswahl 2013 trat die Süd-Tiroler Freiheit mit 35 Kandidaten unter dem Motto „Süd-Tirol in Gefahr – Wir wählen die Freiheit“ an und erhielt 7,2 Prozent der Stimmen und damit einen Sitz mehr als fünf Jahre zuvor. Mehr als 20.000 Menschen gaben der Bewegung die Stimme. Spitzenkandidat war Sven Knoll.
Landtagsabgeordnete: Sven Knoll, Bernhard Zimmerhofer, Eva Klotz und nach ihrem Rücktritt 2014 Myriam Atz Tammerle.

### Gemeindewahl 2015
Als einer der Wahlsieger ging die Partei aus den Kommunalwahlen 2015 hervor. In allen Gemeinden, in welchen die Bewegung bereits vertreten war, konnte man sich behaupten und die Präsenz ausbauen. In allen Gemeinden, in welchen erstmal kandidiert wurde, wurde der Einzug in die Ratsstuben geschafft. Auf eigenen Listen der Süd-Tiroler Freiheit wurden 38 Kandidaten gewählt; drei Kandidaten der Bewegung haben über Bürgerlisten den Sprung in den Gemeinderat geschafft. Insgesamt zählte die Süd-Tiroler Freiheit damit 41 Gemeinderäte; 2010 waren es noch 35.

### Landtagswahl 2018
Bei der Landtagswahl 2018 erlitt die Süd-Tiroler Freiheit Stimmenverluste und errang mit 6 Prozent nur noch zwei Landtagsmandate.
Landtagsabgeordnete: Sven Knoll und Myriam Atz Tammerle

### Gemeinderatswahlen 2020
Bei den Gemeinderatswahlen im September 2020 trat die Süd-Tiroler Freiheit in 29 Südtiroler Gemeinden mit 140 Kandidaten an. Sie konnte ihre Sitze von 41 auf 49 steigern.

### Landtagswahl 2023
Bei der Landtagswahl 2023 legte die Süd-Tiroler Freiheit stark zu und erhielt 10,9 Prozent der Stimmen. Die Partei rückte damit zur drittstärksten politischen Kraft auf und erhielt vier Landtagsmandate.
Im Landtag befinden sich nun die Abgeordneten: Sven Knoll, Myriam Atz Tammerle, Hannes Rabensteiner und Bernhard Zimmerhofer.

## Mandatsträger
Abgeordnete zum Südtiroler Landtag:
- Myriam Atz Tammerle
- Sven Knoll
- Bernhard Zimmerhofer
- Hannes Rabensteiner